# 3464 Оунесбай
3464 Оунесбай (3464 Owensby) — астероїд головного поясу, відкритий 16 січня 1983 року.
Тіссеранів параметр щодо Юпітера — 3,625.